# Лебединець (річка)
Лебединець — річка в Андрушівському районі Житомирської області. Права притока Гуйви (басейн Дніпра). Історична назва — Нетеча.

## Опис
Довжина 16 км, похил річки — 1,4 м/км, площа басейну 91,2 км². Формується з багатьох безіменних струмків та водойм.

## Розташування
Бере початок на південно-східній околиці села Лебединці й тече через нього переважно на південний захід у межах сіл Павелки, Гарапівка та Міньківці. У місті Андрушівка впадає у річку Гуйву, праву притоку Тетерева.